# Jorge Pérez-Calvo
Jorge Pérez-Calvo Soler (Barcelona, 1959) es médico español cuya carrera profesional y clínica se ha desarrollado en torno a la medicina natural e integrativa, la nutrición biológica y la dietoterapia energética.  Formado en la Medicina Tradicional China y otras medicinas tradicionales,es autor de siete libros publicados en editoriales de prestigio. Integrante de diversas asociaciones médicas y de salud, representa una línea complementaria a la medicina convencional. Es director del Centro de Medicina Biológica y Unidad de Oncología integrativa y Oncothermia de Barcelona. Desde 2017 es profesor y asesor en el grupo de salud del Euro Parlamento y ha impartido docencia en universidades españolas y en Holanda, Suiza, Alemania, Portugal, Israel, Perú, Colombia y Bélgica.

## Formación
Licenciado en Medicina y Cirugía por la Universidad Autónoma de Barcelona (UAB) en el Hospital del Valle de Hebrón (1977-1983), realizó los estudios de doctorado sobre Fisiología de la nutrición con el catedrático Ramón Segura y amplió sus conocimientos y experiencia con diversos postgrados en universidades europeas, siendo acreditado como Médico Naturista por el Colegio Oficial de Médicos de Barcelona (COMB) en 2009.
Es master en Medicina Tradicional China y Acupuntura por la Universidad de Witten/Herdecke (2001-2005) y máster en Medicina Medioambiental Clínica (2014-15) por la European Academy for Environmental Medicine (EUROPAEM) y la Associazione Italiana di Medicina Ambiente e Salute (ASSIMAS).
A lo largo de su carrera ha completado su formación con diversos cursos en terapias complementarias: Medicina Esogética-Colorpuntura en el Instituto Mandel; Microscopia de Contraste de Fases, Campo Oscuro en American Biologics con Robert Bradford; Ozonoterapia y Tratamiento complementario del cáncer con Ozono en la Asociación Española de Profesionales Médicos en Ozonoterapia (AEPROMO); Quelación intravenosa en el American College for Advancement in Medicine (ACAM), Nutrición Intravenosa y Medicina Ortomolecular con el doctor Marco Chover; Vitamina C Endovenosa en Paciente Oncológico impartido por el doctor. T. Levy de Riordan Clinic; Entrenamiento en Laserterapia, Láser Acupuntural y Láser Intravenoso por la European Society for Biological Lasertherapy and Acupuncture (EGLA) y Láser Terapia en Medicina Neurofocal; Entrenamiento Clínico en Oncothermia impartido por el doctor. A. Szász y formación en Bioinmunogenética; Acupuntura, Electroacupuntura, Digitopuntura y Ventosas; Terapia Neural y Medicina Neurofocal (influencia de los focos dentarios en la salud); Medicina ortomolecular; Fitoterapia china; Naturopatía; Dietoterapia clínica; Medicina Tibetana y Ayurveda; Magnetoterapia; y Medicina psicosomática, entre otras.

## Docente
Ha sido profesor en la Universidad Autónoma de Barcelona, la Universidad Ramon Llull y en diversos cursos y seminarios en España, Holanda, Suiza, Alemania, Portugal, Israel, Perú, y Colombia. Ha sido asesor en el grupo de salud del Parlamento Europeo (ENVI, Public Health Working Group) y profesor sobre Oncología Integrativa impartida a los europarlamentarios (MEPs) en 2017. También ha sido ponente y conferenciante en distintos congresos y jornadas científicas de medicina integrativa.

## Desarrollo profesional
Convencido del poder curativo de los alimentos y de las bondades de la dieta energética, su desarrollo profesional ha estado ligado a la nutrición con fines terapéuticos y vitales. Desde 1983 desarrolla su práctica clínica en consulta privada de Medicina Complementaria e Integrativa. Es director médico del Centro de Medicina Biológica y Unidad de Oncología integrativa de Barcelona, y es defensor de la alimentación como motor de salud y preventivo, así como coadyuvante en el tratamiento del cáncer.
En distintas ponencias, foros y entrevistas en televisión concluye que muchas de las enfermedades crónicas y degenerativas se producen por unos hábitos y dieta inadecuados donde abundan las proteínas y grasas saturadas animales y productos refinados y procesados.
Mediante sus libros ha estudiado el efecto de los alimentos sobre la salud y para prevenir la enfermedad. Considera que “cada vez hay más obesidad, diabetes, enfermedades autoinmunes, crónicas y degenerativas. Ello indica que la alimentación no es la más adecuada y tiene un impacto muy importante en la salud pública”. Cree que debemos “consumir alimentos naturales, enteros y ecológicos, para que la dieta sea rica en nutrientes, vitaminas y minerales, alcalinizante e antiinflamatoria, en vez de productos refinados, procesados y ultra procesados para evitar que tengan pesticidas artificiales, fertilizantes, o aditivos u otras sustancias químicas tóxicas”. También considera que lo que comemos afecta a nuestras emociones y estados de ánimo, y que “los alimentos procesados ricos en azúcares o la bollería industrial pueden provocar cambios de humor y depresión”.
En cuanto a la clasificación energética de los alimentos se basa en las teorías tradicionales chinas y orientales que consideran aspectos energéticos de los alimentos como el yin y el yang, siendo de las características yang “los alimentos más contractivos, que producen más calor y tono en el cuerpo (es el caso de las carnes y pescados, embutidos, sal y salazones o cereales)” y de las características yin “los alimentos más expansivos y fríos que inducen a estados de relajación (como las frutas, dulces, refrescos, batidos, legumbres, algunas hortalizas y lácteos)”. Además de otros aspectos a considerar como su alcalinidad/acidez, sabores, tropismo, etc.

## Publicaciones
- “Nutrición Energética y Salud” (2003). Ed. DeBolsillo. Penguin Random House Grupo.
- “Revitalízate” (2007). RBA Edipresse. 15 ediciones.
- “Nutrición Energética para la Salud del Sistema Digestivo” (2012). Edaf.
- “Nutrición Energética para la Salud del Hígado y la Vesícula” (2013). Edaf.

- “Comer, Sentir, Vivir” (2017). Ed. Grijalbo.
- “Alimentos que Curan: Nutrición Energética para tu Cuerpo, Mente y Emociones” (2013). Ed. Oniro.

- Jorge Pérez-Calvo “Alimentación y Terapia Nutricional Coadyuvante al Tratamiento del Cáncer” (2019), en VVAA Oncología Integrativa (cap. 32, págs. 315- 330). Ed. Médica Panamericana.